# هوغو يونغ
هوغو يونغ (بالإنجليزية: Hugo Young)‏ هو صحفي بريطاني، ولد في 13 أكتوبر 1938، وتوفي في 22 سبتمبر 2003 في المملكة المتحدة بسبب سرطان القولون.